# Pico Alto Grande
El Pico Alto Grande es el nombre que recibe un prominente pico de montaña ubicado en el extremo oeste del parque nacional El Tamá en el estado Táchira, al occidente de Venezuela. Con una altitud de 4.610 metros sobre el nivel del mar constituye uno de los puntos más altos del Táchira.
Es una montaña de difícil ascenso por lo poco accesible e intrincado del lugar, con muy fuertes pendientes y desfiladeros, sumando a esto las condiciones climáticas del páramo andino, que por lo general se mantiene cubierto de una densa niebla.